# Parc naturel de Stupinigi
Le parc naturel de Stupinigi est une réserve naturelle située dans la région du Piémont, au nord-ouest de l'Italie. Elle occupe une superficie de 1 611,26 hectares dans la ville métropolitaine de Turin.

## Histoire
Le parc a été créé par la loi régionale du 14 janvier 1992 au sens de l'article 6 de la loi régionale du 22 mars 1990.

## Faune
On dénombre, parmi les mammifères présents dans les forêts du parc, de nombreux écureuils gris, belettes, fouines, renards et de nombreux sangliers. Parmi les oiseaux sont signalés de nombreux passereaux, des pics, des faisans et plusieurs oiseaux de proie diurnes et nocturnes. Parmi les insectes, on note la présence de diverses espèces de lépidoptères.

## Flore
On y trouve des forêts de plaine importantes qui accueillent des spécimens de chêne pédonculé, de chêne rouvre,  et de chêne qui peuvent atteindre une taille considérable.

## Caractéristique
À l'intérieur du parc se trouve le pavillon de chasse de Stupinigi, classé au patrimoine mondial de l'UNESCO en 1997.

## Source de la traduction
- (it) Cet article est partiellement ou en totalité issu de l’article de Wikipédia en italien intitulé « Parco naturale di Stupinigi » (voir la liste des auteurs).